# Sápara
Het Sáparavolk (voorheen bekend onder de namen Zápara of Záparo) is een Zuid-Amerikaanse etnische groep inheems voor het Amazone regenwoud. Zij wonen langs de grens van Ecuador en Peru. Ooit bevolkten zij een gebied van 31.000 km² tussen de Napo en de Pastaza rivieren. In het begin van de 20e eeuw telde het Sápara volk 200.000 mensen. Vanaf het jaar 2009 noemen de Zápara uit Ecuador zich Sápara. De officiële naam luidt Nación Sápara del Ecuador (NASE). Dit betekent Sápara Natie in Ecuador. De huidige president van deze natie is Manari Kaji Ushigua Santi. De Sápara Natie is officieel erkend door CONDENPE op 16 september 2009. De huidige naam van de natie is het resultaat van een uniformeringsproces met aangrenzende inheemse gemeenschappen. Er heeft in de laatste jaren van de 20e eeuw en het begin van de 21e eeuw een meningsverschil bestaan tussen verschillende gemeenschappen over hun authentieke ethische identiteit. Met deze uniformering lijkt dit meningsverschil weggenomen te zijn. CONDENPE erkent zowel de officiële wettelijke status van autonomie of zelfbestuur van de Sápara Natie in Ecuador (NASE) als hun grondgebied tussen de rivieren Pindoyacu, Conambo en Alto Corrientes in de provincie Pastaza. Het hoofdkantoor van de administratie van NASE is gevestigd in de stad Shell, Pastaza.
De naam Sápara is tevens het gevolg van het feit dat het alfabet karakter Z niet bestaat in het alfabet van de Sápara. Dit is informatie afkomstig van Bartolo Ushigua Santo gedateerd 10 december 2009. Hij schreef dat dit feit het gevolg is van een onderzoek door de Sápara Board of Education Bilingual – Dirección de Educación Bilingüe Sápara (DIENASE) naar de grammatica van de Sápara taal. Zij ontdekten dat het alfabet van de Sápara eindigt bij de letter W.

## Cultuur
Van oudsher eten de Sápara veel lokale vruchten. De belangrijkste groente is lange tijd het palmhart geweest. Met speren vist men in de rivieren. Met blaaspijp en in curare gedoopte bamboe pijlen jaagt men op apen, tapir, pekari, kwartel, en curassows. De Sápara jagen niet op slingerapen omdat zij geloven dat dat incarnaties van hun voorouders zijn. De vraag naar rubber in het begin van de 20e eeuw heeft geleid tot de vernietiging van een groot deel van de leefomgeving (bos en dieren rijkdom) en slavernij van de Sápara. De mannen werden als slaaf gedwongen rubber te cultiveren. De meisjes en vrouwen werden verkracht en gedwongen tot seksuele slavernij.

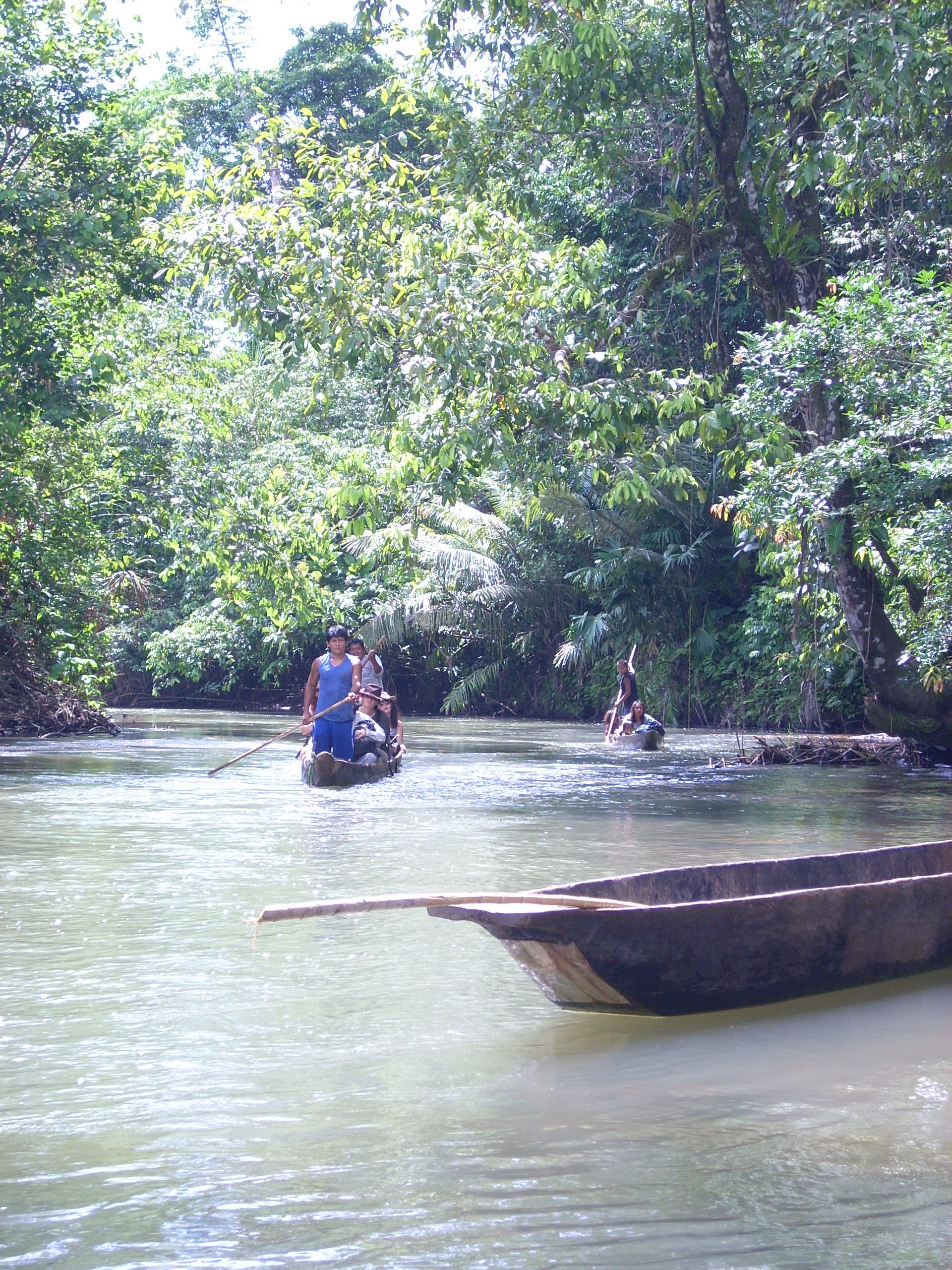
De Conambo-rivier bij Naku

## Taal
Het Sápara volk is sterk geslonken, zodanig dat nog slechts enkelen hun moedertaal spreken. De oudste levende Záparo-talige is een man, van ongeveer 80 jaar oud, Pedro Ernesto Santi. Hij en zijn familie leven in een nederzetting aan de rivier, met nog ongeveer 40 anderen Sápara.
Heden ten dage zijn er nog 4 Sápara, alle ouder dan 70, die meer of minder vloeiend de Záparo-taal beheersen.
De UNESCO heeft de Záparo-taal tot een "Oral and Intangible Heritage of Humanity" verklaard in 2001. In UNESCO-verband is een project gestart om de Záparo-taal te revitaliseren.

## Bedreigingen van het Sápara territorium
In 2008 is in de Grondwet van Ecuador, door president Correa, opgenomen “The Right of Nature”. Artikelen 10 en 71 tot 74 verbieden de winning van niet-hernieuwbare grondstoffen in beschermde natuurgebieden. Yasuni en een groot deel van de Oriente zijn gebieden in Ecuador die zowel door Ecuador zelf als door de UNESCO zijn erkend als ‘World Heritage Site for the Planet’.
Sinds China enorme geldleningen verstrekt aan Ecuador in ruil voor ruwe olie (zie China-Ecuador betrekkingen), heeft China ook aangedrongen op een grootschalige uitbreiding van de oliewingebieden in Ecuador. Dit betreft met name het central-south Amazon bekken en het Yasuní National Park in het bijzonder. De Chinese bedrijven Sipec and Andes Petroleum, welke zijn gefuseerd tot het Chinese conglomeraat PetroOriental, hebben een bod uitgebracht op blocks 79 and 83 in het Yasuní National Park. Het Sápara grondgebied valt volledig in deze oliewingebieden. In block 79 vinden ook de Kichwa en in Block 83 de Kichwa en de Shiwiar naast de Sápara hun thuis. Oliewinning in deze beschermde omgeving zal waarschijnlijk leiden tot culturele genocide en het verdwijnen van meer dan een inheems volk.
De Sápara, samen met de Kichwa en de Shiwiar hierboven genoemd, hebben in verschillende vertegenwoordigingen, congressen en verklaringen aangegeven dat zij op hun grondgebied geen grondstoffen winning zullen tolereren. multiple assembles, congresses. Ushigua, de huidige president van de Sápara Women’s association (Ashinwaka), is al lange tijd de leidster van het vreedzame protest om haar grondgebied te beschermen. Een factor die de situatie slechter maakt is dat de huidige regering van Ecuador buitenlandse NGO organisaties en andere burgerrechten organisaties die strijden tegen uitbreiding van oliewinning illegaal heeft verklaard. Als een verklaard tegenstandster van oliewinning is Ushigua het doelwit geworden van lastercampagnes, is zij lastiggevallen in haar huis, heeft zij bedreigingen ontvangen en zat zij bij een groep van acht inheemse leiders die door het Ministerie van Justitie zijn aangeklaagd. “We vechten op dit moment een gevecht tegen olie bedrijven die van plan zijn ons grondgebied binnen te vallen en daarmee ons bestaan bedreigen," zegt Ushigua. “We hebben onze bondgenoten betrokken en zullen met alle kracht van onze voorouders vechten tegen de bedrijven en de regering om onze geboortegrond te beschermen, een land dat vrij moet blijven van oliewinning.”
Vanwege de dreiging van oliewinning voor de Sápara heeft de Sápara Natie een congres georganiseerd in de Torimbo waar zij haar eigen inheemse leiders heeft aangewezen. Deze nominatie is geratificeerd door de uitspraak van de inheemse rechtbank in Jandiayacu, waarin Sápara ouderen (wijzen) als rechters optraden. De uitspraak is erkend door CONAIE door CONFENAIE, door de Sápara Natie, en door CODENPE, the Council of Development of the nationalities and peoples of Ecuador. De Ecuadoriaanse regering heeft bij monde van de secretarisvan Politieke Management Political Management, druk uitgeoefend op CODENPE om deze inheemse Sápara uitspraak niet te erkennen. Critici van de regering zijn van mening dat met de huidige werkwijze om te komen tot oliewinning in blocks 79 en 83, deel van het Sápara grondgebied, de regering in strijd handelt met de Grondwet (offense of contempt towards indigenous justice, Article 171 of the Constitution of the Republic amongst others).

## Films
"Talking with Fish and Birds – The Záparo Indians in the Ecuadorian Jungle", documentaire (film) door Rainer Simon (regisseur) en Frank Sputh (producent), Duitsland 1999, 43 minuten, A Simon/Sputh-Production, onder deze titel te vinden op YouTube.

## Video's
Een boodschap van Bartolo Alejandro Ushigua Santi – een voormalig president van de Sápara Natie van Ecuador – in het Spaans met de titel “Becario Zapara ONU 2007 – Ecuador” is te vinden op YouTube, juni 2007, 2 minuten.
Een boodschap van Manari Kaji Ushigua Santi, zoon van Bartolo Alejandro Ushigua Santi – en de huidige (2016) president van de Sápara Natie of Ecuador – in het Spaans, ondertiteld in het Engels met de titel "Sapara leader Manari speaks from the Ecuadorian Amazon 22.02.2106” is te vinden op YouTube, februari 2016, 4 minuten, auteur Susannah Darling Khan.

## Meer informatie
- German state TV documentary featuring Zapara in detail.
- Anne-Gael Bilhaut, 2011, El sueño de los Záparas. Patrimonio onírico de un pueblo de la Alta Amazonía, Quito (Abya Yala & Flacso Ecuador).
- The Oral Heritage and Cultural Manifestations of the Zápara People. Masterpiece of the Oral and Intangible Cultural Heritage of Humanity, UNESCO.
- Alan Weisman, The World Without Us.